# 보먼 이라니
보만 이라니(Boman Irani, 1959년 12월 2일 ~ )는 인도의 배우이다.

## 출연 작품
- 문나 형님, 의대에 가다
- 내가 여기 있잖아
- 비르와 자라
- 3 페이지
- 노 엔트리
- 계속해요, 문나 형님
- 돈 (2006년 인도 영화)
- 에클라비아 - 더 로열 가드
- 헤비 베이비
- 키스멧 커넥션
- 도스타나
- 럭 바이 찬스
- 인크레더블 러브
- 세 얼간이
- 하우스풀
- 천재 사기꾼 돈: 세상을 속여라
- 하우스풀 2
- 칵테일 (2012년 영화)
- 스튜던트 오브 더 이어
- 해피 뉴 이어 (2014년 영화)
- 피케이: 별에서 온 얼간이
- 딜발레
- 하우스풀 3
- 산주